# High School Musical - La sfida (film 2008 Nisco)
High School Musical - La sfida (High School Musical: El Desafío) è un film del 2008 diretto da Jorge Nisco.
La pellicola è uno spin-off argentino del film statunitense High School Musical. È uscita il 17 luglio 2008 nei cinema argentini. In Italia è stata trasmessa insieme all'omonima versione messicana, il 23 dicembre 2009 su Disney Channel e in chiaro su Italia 1 il 17 novembre 2012 (dove la versione messicana non è stata trasmessa).
La trasmissione italiana del film presenta il formato video 4:3 pan and scan, ritagliato dall'originale formato 16:9.

## Trama
Comincia un nuovo anno scolastico alla High School Argentina (HSA), e gli studenti ritornano dalle vacanze estive. Fer, capitano dei Giaguari, la squadra di rugby della scuola, scopre che Agus, sua vicina di casa e compagna di classe, è cambiata molto e se ne innamora, mentre altri sono ancora gli stessi, come Delfi, che è rimasta vanesia e continua a maltrattare suo fratello Walter e le sue seguaci, Alicia, Clara e Valeria, da lei chiamate "le invisibili".
Il preside e la signorina D'Arts, insegnante d'arte, invitano gli studenti a partecipare alla prima battaglia delle band dell'istituto, dove potranno esibirsi e dimostrare di essere delle vere stelle. Anne-Claire, ex-studentessa diventata una famosa cantante, torna al liceo per dare consigli ai partecipanti.
Fer e Agus, con Juanchi, Sofi, Facha, Gaston e Walter, si iscrivono alla gara con il nome di "Insieme". Delfi, invece, partecipa con le sue seguaci e cerca in ogni modo di separare il fratello dai suoi nuovi amici.